# 发芽

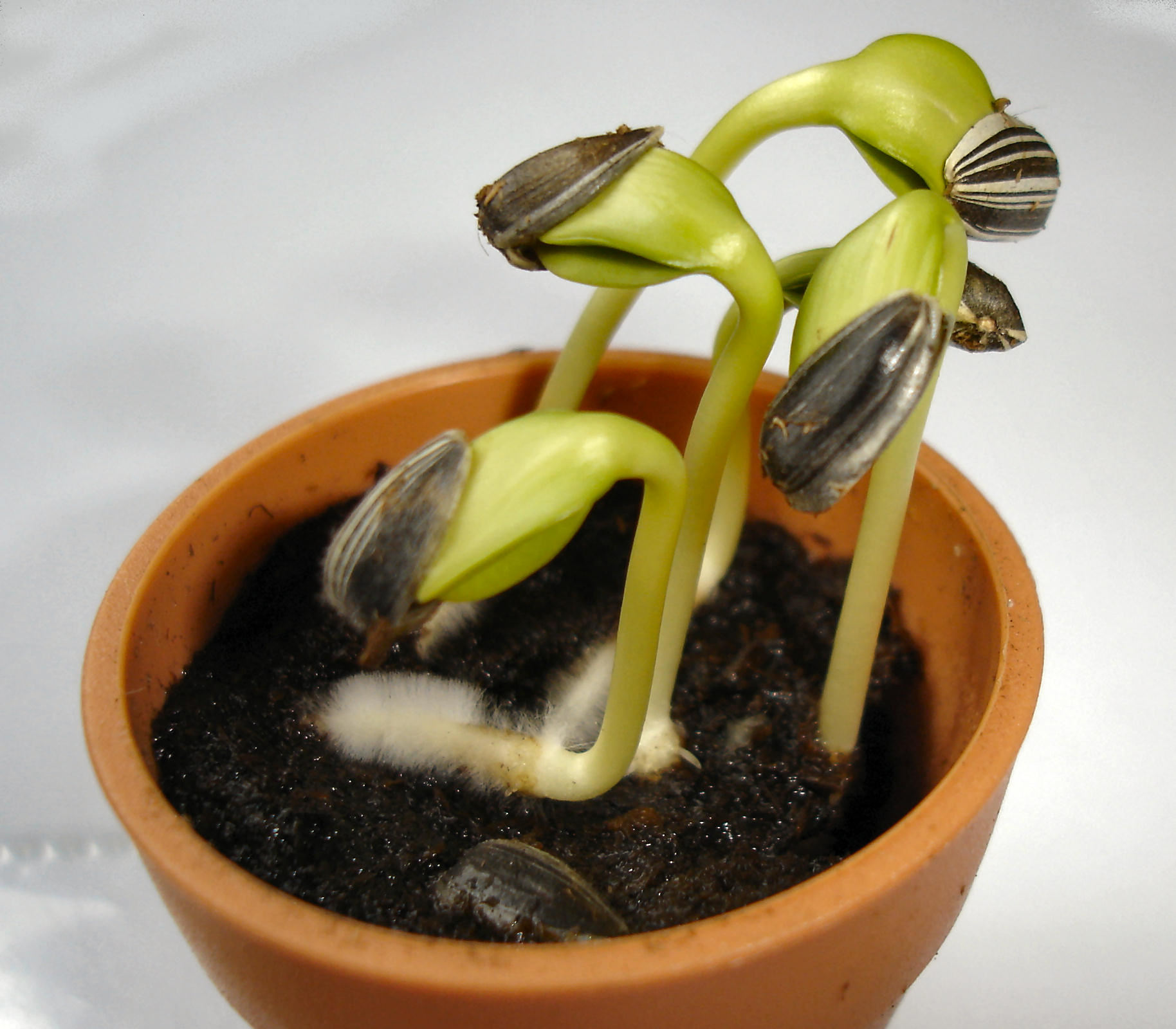
仅发芽三天之后的向日葵幼苗

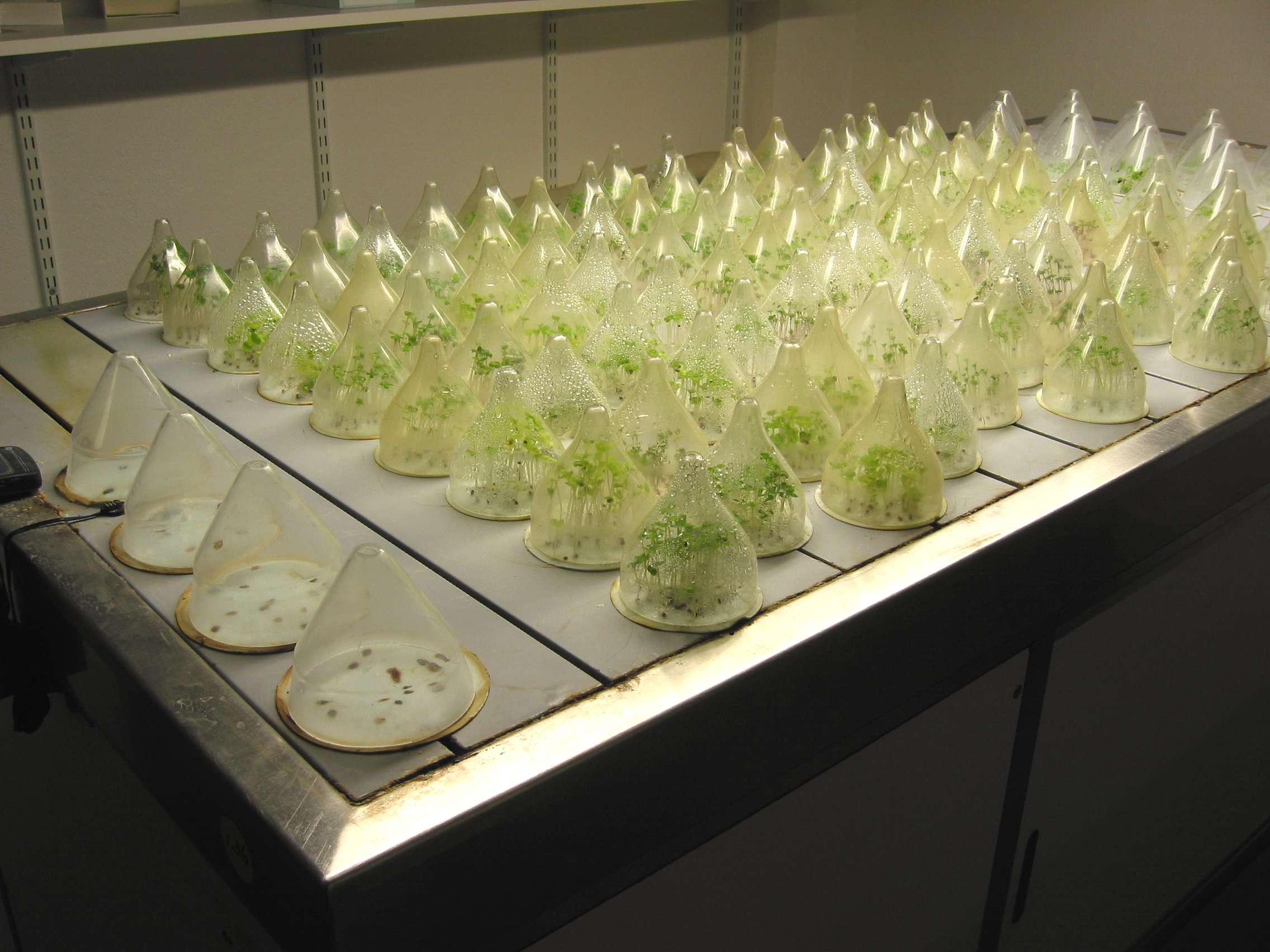
在萌发桌上进行的发芽率测试

發芽（Germination）是指植物從種子中或真菌從孢子中發出的過程。在園藝上多指的是胚根從種皮突出的狀態，但廣義來說，發芽可以指任意一個從小的存在或生殖细胞展開擴大的過程。

## 發芽指標[1]

#### 發芽率(germination percentage)：
發芽種子數佔總播種種子數之百分率。

#### T50：
達到發芽率50%所需要的時間。

#### 平均發芽日(mean germination time, MGT)：
{\displaystyle MGT={\frac {\sum ({fi}\times {di})}{N}}}，fi：播種後第i天之發芽數。di：播種後天數。N：發芽試驗期間之總發芽數

#### 發芽速率指數(germination rate index, GRI)：
{\displaystyle GRI=\sum _{i=1}^{N}{\frac {Gi}{Ti}}}，Gi：第i天的發芽種子數。Ti：發芽日數。N：發芽截止日數